# Allineamento (tipografia)
L'allineamento è il criterio di impaginazione in base al quale si dispone un testo tenendo ferma la stessa giustezza, cioè la medesima larghezza di colonna.
Il testo può essere impaginato secondo diversi tipi di allineamenti orizzontali:
- Bandiera a destra quando la giustezza è allineata a destra e non è giustificata (allineata) a sinistra.
- Bandiera a sinistra quando la giustezza è allineata a sinistra e non è giustificata (allineata) a destra. In entrambe queste composizioni si devono evitare gli "a capo" spezzando le parole.
- Epigrafe o Centrato quando la lunghezza delle righe, secondo una divisione prestabilita, è allineata sull'asse centrale della giustezza.
- A Blocchetto o a Pacchetto quando la giustezza è allineata su entrambi i lati.
- Decrescente quando la giustezza, partendo da un allineamento prefissato, diminuisce con ritmo costante.
- Crescente quando la giustezza, partendo da un allineamento prefissato, aumenta con ritmo costante.
- Diagonale quando la composizione, mantenendo sempre la medesima giustezza, si sposta con ritmo costante verso destra o verso sinistra.
- Sagomata quando la composizione, pur rispettando una giustezza massima, asseconda un disegno o il contorno di un'immagine.

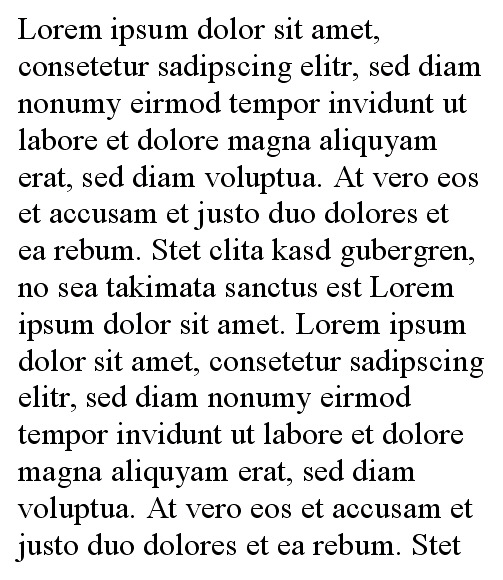
Bandiera a sinistra
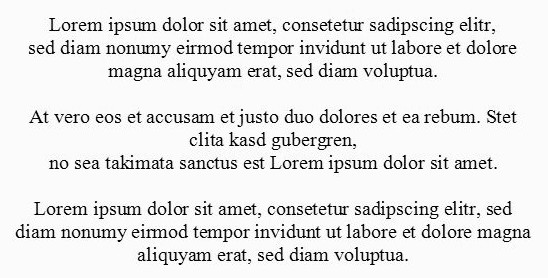
Centrato
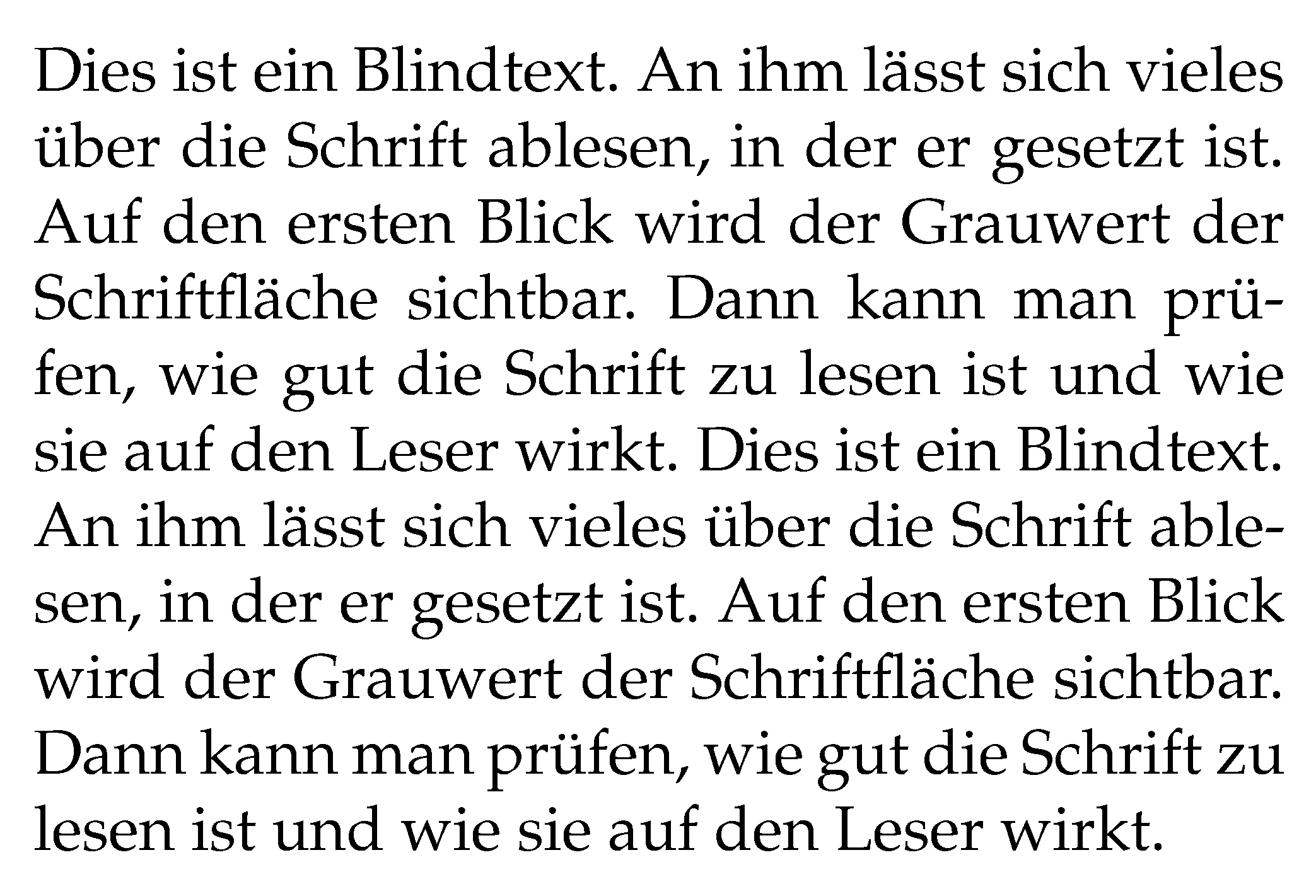
Blocchetto